# Organizzazione Comunista Marxista-Leninista - Via Proletaria
L'Organizzazione Comunista Marxista-Leninista - Via Proletaria (Organisation communiste marxiste-léniniste - Voie prolétarienne) è un gruppo maoista attualmente esistente in Francia. Fu fondato nel 1979 e lavora per la creazione di un partito rivoluzionario basato sul marxismo-leninismo e sul pensiero di Mao Zedong.
L'OCML considera la Grande Rivoluzione Culturale Proletaria come il punto più alto raggiunto dal marxismo nella storia.
Via Proletaria pubblica un mensile, chiamato Partisan. A livello internazionale, partecipa alla Conferenza Internazionale dei Partiti e delle Organizzazioni Marxisti-Leninisti.